# Young Mr. Lincoln
Young Mr. Lincoln (bra: A Mocidade de Lincoln; prt: A Grande Esperança) é um filme norte-americano de 1939, gênero drama, dirigido por John Ford.
Em 2003, a edição original foi selecionada para preservação no Registro Nacional de Filmes da Biblioteca do Congresso dos Estados Unidos por seu "significado cultural histórico ou estético".

## Sinopse
Nova Salem, Illinois, 1832, o jovem Abraham Lincoln aceita trocar mantimentos de sua loja por um livro de Direito com uma família. Em 1837, ele se muda para Springfield, a nova capital do estado, e abre um escritório de advocacia. O primeiro caso dele no tribunal é a defesa de dois irmãos acusados de terem assassinado um homem.